# Aluminij
Aluminij je kemijski element atomskog (rednog) broja 13 i atomske mase 26,9815386(13). U periodnom sustavu elemenata predstavlja ga simbol Al.
Aluminat je naziv za aluminij u anionskom kompleksu. Glinik je stari hrvatski naziv za aluminij.

## Svojstva
Srebrno-bijeli sjajan metalni element koji pripada grupi 3 (prije IIIB) periodnog sustava elemenata.

Aluminij je premeka, krta i žilava kovina male gustoće i jako rastezljiva. Otporan je na djelovanje atmosferskih plinova, nekih kiselina i koroziju. Dobar je vodič topline i elektriciteta.

Aluminij je treći najobilniji element u zemljinoj kori (8,1% težinski), iza kisika i silicija. Usprkos tome, nije bio izoliran u elementarnom stanju sve do 1825. godine (H. C. Ørsted). Talište mu je pri 660 °C, a vrelište pri 2519 °C. Sam metal je jako reaktivan, ali je zaštićen tankim prozirnim slojem oksida, koji brzo nastaje na zraku. Aluminij i njegov oksid su amfoterni.
Uzrok postojanosti aluminija na zraku je stvaranje tankog oksidnog sloja koji je strukturno vezan na površinu metala, ne ljušti se i na taj način štiti metal od daljnje oksidacije. Sloj oksida debljine samo nekoliko tisućinki milimetra je toliko gust da vlaga i zrak ne mogu doprijeti do aluminija.
4 Al + 3 O2 --> 2 Al2O3
Prema položaju aluminija u nizu redukcijskih potencijala možemo dosta zaključiti o njegovim svojstvima. Kako mu je redukcijski potencijal mnogo negativniji od redukcijskog potencijala vodika, moći će iz kiselina istisnuti vodik, a ujedno je jasno da ga se ne može proizvesti elektrolizom iz vodenih otopina.

## Primjena
Zbog niske specifične gustoće (posebice u usporedbi sa željezom), prirodne otpornosti na koroziju, i fizikalnih svojstava pogodnih za kalupljenje aluminij ima široke primjene u:
- industriji pakiranja (aluminijska folija, limenke...),
- avioindustriji,
- brodogradnji,
- svemirskoj industriji (udio aluminija u svemirskim letjelicama je preko 80%),
- prijenosu električne struje (dalekovodi),
- automobilskoj industriji (motor i drugi dijelovi),
- informatičkoj industriji (prijenosnici, mobiteli...),
- bojama i lakovima,
- građevinarstvu (instalacije, građevinski elementi...) itd.
- pirotehnici i kemiji,
- tehnologiji.

### Pirotehnika i kemija
Aluminij se u pirotehnici upotrebljava u prahu i služi za povećanje temperature i oduzimanje kisika toj mješavini.
Aluminijski prah je fino usitnjen aluminij. Zagrijavanjem na 600 °C aluminij poprima zrnatu strukturu, potom u stroju za potresivanje prelazi u aluminijsku krupicu, koja mljevenjem prelazi u prah. Tehnički se primjenjuje ponajprije zbog nagle oksidacije pri zagrijavanju na zraku, uz pojavu blještavoga svjetla i jako razvijanje topline, pa se primjenjue u aluminotermiji.

### Tehnologija
Aluminij se rabi i kao redukcijsko sredstvo pri dobivanju nekih metala, primjerice kroma, mangana, molibdena, volframa i drugih. Taj se postupak naziva aluminotermija.

## Dobivanje
Bemit i hidrargilit reagiraju s natrijevom lužinom i prelaze u topljivi natrijev aluminat.

Hidratizirani željezov(III) oksid ne reagira s natrijevom lužinom i zaostaje u talogu, kao i natrijev alumosilikat nastao reakcijom silicijeva dioksida, natrijeve lužine i aluminijeva hidroksida.

Dobivena aluminatna otopina izdvoji se od taloga filtracijom. Iz vrućeg filtrata dodatkom kristalića aluminijeva hidroksida (Al(OH)3), kao jezgra za kristalizaciju i razrijeđivanjem vodom, hlađenjem iskristalizira teško topljiv aluminijev hidroksid.

Žarenjem aluminijeva hidroksida u rotacijskim pećima na temperaturama iznad 1200 °C nastaje čista glinica, koja se tek onda šalje da se iz nje proizvede aluminij.
Polazna ruda za dobivanje aluminija je boksit, od kojeg se pročišćavanjem dobije aluminijev oksid (glinica) (Al2O3). Metal aluminij dobivamo elektrolizom; najvažniji procesi primjenjuju Hall-Heroultovu ćeliju, u kojoj je se kao elektrolit rabi rastopljeni kriolit Na3AlF6 koji snizuje talište na oko 950 °C. Jakost električne struje pri procesu je oko 150.000 A, a napon je oko 5 V.
Reakcija na katodi:
Al3+ + 3 e− → Al
Reakcija na anodi:
2 O2− → O2 + 4 e−
Ako su katode izrađene od ugljena (što je najčešća izvedba), one pri procesu lagano izgaraju te reagiraju s kisikom i fluorom iz kriolita, stoga nastaju i određene količine plinova CO i CO2, te plinoviti spojevi s fluorom (1 kg po 1 t Al) koji pridonose efektu staklenika. Dobiveni aluminij se drži na visokim temperaturama nekoliko sati da bi iz njega isparile primjese silicija, titanija, bakra i cinka, no najveća čistoća se dobije električnom rafinacijom (99.999%). Razvijaju se i druge elektrolitne metode (obrada boksita s klorom i elektroliza rastopljenog klorida). Čisti aluminij je mekan i kovan, a čvrstoća mu se može povećati mehaničkom obradom.
- Otpornost aluminija prema vanjskim utjecajima može se znatno povećati postupkom anodne oksidacije poznatim pod nazivom eloksiranje (eloksal postupak). Predmet koji se želi eloksirati je anoda pri elektrolizi sumporne kiseline. Kisik koji se izlučuje na anodi pojačava postojeći oksidni sloj na aluminiju. Postupak se najčešće provodi u svrhu poboljšanja antikorozijskih i dekorativnih svojstava oksidne prevlake. U pore tako dobivenog sloja može ući boja koja aluminiju daje lijep izgled.

Zagrijavanjem na zraku aluminij izgara u aluminijev oksid (Al2O3).
4 Al(s) + 3 O2(g) --> 2 Al2O3(s)
Golema oslobođena energija ukazuje na veliku stabilnost veze između aluminija i kisika. Zbog toga se aluminij rabi za redukciju manje stabilnih oksida.

Smjesa željezova(III) oksida i aluminija u prahu naziva termit. Aluminij u toj smjesi reducira željezo iz oksida, a oslobođena je toplina dovoljna da rastali nastalo željezo. Taj se postupak zbog toga rabi za zavarivanje željeznih tračnica.
Fe2O3(s) + 2 Al(s) --> 2 Fe(s) + Al2O3(s)

## Legure (slitine) aluminija
Velike količine legiranog aluminija rabe se u industriji prijevoznih sredstava. Legure mogu poboljšati lijevna ili kovna svojstva aluminija. Upravo u izradi zrakoplova aluminij je, zbog svoje male gustoće i otpornosti prema koroziji, nezamjenjiv materijal, a zahvaljujući razvoju novih tehnologija zavarivanja, to postaje i u automobilskoj industriji te proizvodnji vagona i vlakova novih generacija. Legure aluminija nalaze veliku primjenu i u audio-industriji (zvučničke membrane) ili kao osnova za izradu kompakt discova (CD ploča, CD ROM-a itd.).
Aluminij s mnogim metalima stvara slitine, što je uz već navedena svojstva, razlog njegove tako velike uporabe. Budući da je čist aluminij mekan, gotovo polovina proizvedenog metala prerađuje se dalje u legure. Proizvodi se velik broj legura koje obično uključuju bakar, mangan, silicij, cink i magnezij.
- Aluminij i mangan 1,2 % Mn. Ne gubi boju i upotrebljava se za prozore i kuhinjske folije.
- Aluminij i bor ima veću električnu vodljivost, a upotrebljava se za električne kabele.
- Silumin – Si 10 %.
- Magnalij – Mg 10 - 30 %. Otporan na morsku vodu, pa se rabi u brodogradnji.
- Duraluminij – Cu 2,5 – 5,5 %, Mg 0,5 – 2 %, Mn 0,5 – 1,2 %, Si 0,2 – 1 %. Vrlo tvrda legura (triput tvrđa od običnoga čelika, a lakša od njega), otporna na udarce, pa se rabi u građevinarstvu, za izradu prijevoznih sredstava, za oplatu aviona i okvire trkaćih bicikala.

Poznatije slitine:
- AL NI KO

## Spojevi i kemijska svojstva
- Aluminij reagira samo s kiselinama koje nisu oksidacijska sredstva (npr. HNO3 je jako oksidacijsko sredstvo, pa na površini aluminijskog lima pojačava zaštitni sloj oksida koji štiti aluminij od daljnjeg djelovanja kiseline.)
- Aluminij reagira s lužinama stvarajući kompleksne spojeve aluminate uz oslobađanje vodika.

2 Al(s) + 2 Na+(aq) + 2 OH-(aq) + 6 H2O(I) --> 2 Na+(aq) + 2[Al(OH)4]-(aq) + 3 H2(g) (tetrahidroksoaluminatni ion)
S kiselinama i lužinama reagiraju aluminijev oksid i hidroksid pa je za njih karakteristično svojstvo amfoternost.

U reakciji aluminijeva oksida i aluminijeva hidroksida s kiselinama, aluminij se nalazi u sastavu kompleksnog kationa ([Al(H2O)6]3+), a u reakciji s lužinama u sastavu kompleksnog aniona ([Al(OH)4]-).

Budući da je elektrodni potencijal aluminija jako negativan, elementarni se aluminij lako spaja s nemetalima, primjerice s klorom (kloridi), bromom (bromidi), jodom (jodidi), kisikom (oksidi) i sumporom (sulfidi).
Aluminijev oksid se u prirodi može naći u obliku minerala korunda koji je iste kemijske formule ali različite strukture. Ovaj mineral je izrazito inertan i tvrd te se može upotrebljavati kao električni izolator ili za brušenje (primjerice stakla).
Korund je drugi najčvršći materijal na svijetu, s posebnom obradom i primjesom nekog kemijskog elementa koji mu daje žarku boju korund postaje dragi kamen: rubin (krom daje crvenu boju), safir (kobalt daje plavu boju).
Osim toga aluminij je važan elemnt u orijentalnom topazu (žuta), orijentalnom ametistu (ljubičasta) i smaragdu (zelena).
Aluminijev alaun ili stipsa - KAl(SO4)2 · 12H2O - prije je imao važnu ulogu u kožarstvu za štavljenje (odatle i poznati narodni izraz koji asocira na škrtost), a danas ima primjene u medicini za koagulaciju (zgrušnjavanje) krvi, u industrijskom pročišćavanju vode, u sastavu dezedoransa i pjene za gašenje požara.
Aluminit je hidratizirani aluminijev sulfat.

## Recikliranje
Danas se u Europi reciklira 42 % aluminija koji se upotrebljavao u limenkama, 85% aluminija koji se rabi u građevinskim materijalima i 95 % aluminija koji se upotrebljava u prijevoznim sredstvima. Na kraju 20. stoljeća omjer aluminija proizvedenog iz glinice i recikliranog aluminija iznostio je 3:1.

## Zanimljivosti
- Aluminija i željeza ima u Zemljinoj kori više nego svih ostalih metala zajedno.

Aluminij je najrasprostranjeniji metal u Zemljinoj kori, pa pomalo iznenađuje činjenica da je otkriven tek početkom 19. stoljeća. Taj je metal još 1855. godine bio toliko rijedak da je komad aluminija bio izložen na Svjetskoj izložbi u Parizu kao najveća rijetkost. Izazvao je divljenje posjetitelja izložbe zbog srebrnasta sjaja, ali i zbog cijene – bio je skuplji od zlata. Cijena kilograma aluminija bila je 1 200 dolara.
- Onečišćeni aluminij je prvi put dobio poznati danski fizičar Hans Christian Oersted 1825. godine iz aluminijeva klorida redukcijom pomoću kalijeva amalgama. Dvije godine kasnije, Friedrich Wohler, koji je nastavio njegov eksperimentalni rad, dobio je čisti aluminij upotrijebivši kao redukcijsko sredstvo metalni kalij.
- Napoleon II. je na jednom svečanom banketu objedovao rabeći pribor načinjen od tada najskupljeg metala, aluminija, dok su se njegovi gosti služili manje vrijednim priborom izrađenim od srebra i zlata.
- Prva konzerva za piće od aluminija proizvedena je 1963., a danas je to jedna od najvažnijih primjena aluminija.
- Reakcijom aluminija i dušika nastaje kovalentni nitrid, polimerni spoj s velikim molekulama.

2 Al(s) + N2(g) --> 2 AlN(s)
Aluminijev nitrid reagira s vodom protolitički oslobađajući amonijak.
AlN(s) + 3H2O --> Al(OH)3(s) + NH3(g)
Aluminijev je nitrid zbog svoje dobre toplinske vodljivosti najpogodniji materijal za odvođenje topline. Bolju toplinsku vodljivost, imaju samo dijamant i berilijev oksid, a zatim ostali. Međutim, dijamant je preskup, a berilijev je oksid otrovan. Aluminijev je nitrid vrlo dobar električni izolator, ekološki je prihvatljiv i jeftin.

Tehnološkim razvojem u proizvodnji raznih elektroničkih elemenata, njihovim smanjivanjem i sažimanjem na što manji prostor, pojavljuje se problem učinkovitog odvođenja radne topline, odnosno hlađenja. U rješavanju ovog problema, veliku primjenu nalazi aluminijev nitrid, od kojeg se izrađuju različiti hladnjaci za elemente koji rasipaju veliku snagu (npr. elektronički upravljački elementi – tiristori i sl.). Svoju primjenu aluminijev nitrid nalazi i kao hladnjak u prijenosnim telefonima (mobitelima).
- Kugle Atomiuma zahvaljuju svoj snažan sjaj 2 mm tankom elektrolitski nanesenom aluminijskom sloju.
- 500 godina treba da se razgradi aluminijska konzerva. Pri recikliranju aluminija potrebno je samo 5 % energije potrebne za proizvodnju jednake količine aluminija iz glinice. S porastom uporabe limenki javila su se specijalizirana postrojenja za reciklažu limenki te tako pridonijela da se postupak recikliranja aluminija proširi i na ostale proizvode.
- Za dobivanje 1 t aluminija, potrebno je 4,5 tone boksita i pri čemu se troši oko 0,5 t ugljenih elektroda i oko 14 000 kWh električne energije.
- Aluminija nema u prirodi u elementarnom stanju zbog njegove visoke reaktivnosti, ali je vrlo rasprostranjen u mnogobrojnim rudama i mineralima.
- Procjenjuje se da zamjenom 1.6 kg čelika jednim kg aluminija automobil tijekom voznog vijeka smanji emisiju štetnih plinova za oko 20 kg (zbog manje potrošnje goriva). Ta se brojka za vlakove penje na 200 kg.
- Aluminij visoke čistoće s odgovarajućom završnom obradom i poliranjem tvori visokoreflektirajući sloj te se kao takav primjenjuje u zrcalima, a vrlo često i na neboderima.

## Vanjske poveznice
- Aluminij Hrvatska tehnička enciklopedija, portal hrvatske tehničke baštine. LZMK